# Malè
Malè település Olaszországban, Trento megyében. Lakosainak száma 2268 fő (2023. január 1.). Malè Caldes, Commezzadura, Dimaro Folgarida, Rabbi, Bresimo, Cles, Croviana és Terzolas községekkel határos.

## Népesség
A település népességének változása:
| Lakosok száma | 2133 | 2145 | 2210 | 2268 |
|               | 2010 | 2017 | 2018 | 2023 |